# Maas-Ziepkanaal
Het Maas-Ziepkanaal was een klein kanaal dat de Maas te Uikhoven (toen behorend tot het rijksgraafschap Rekem) verbond met de Ziepbeek die langs het kasteel van Rekem stroomde.

## Historiek

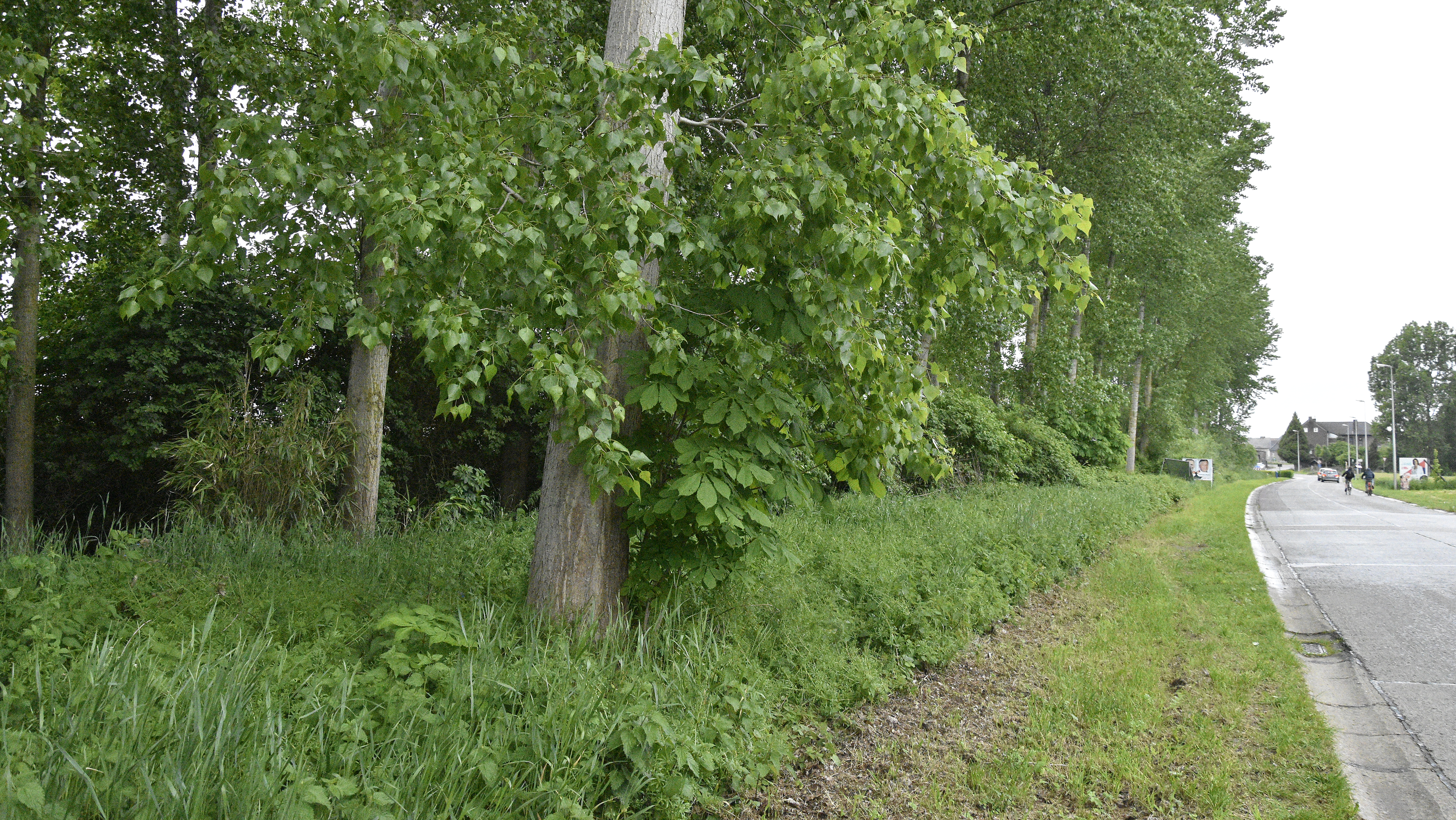
Het voormalige Maas-Ziepkanaal

Ottavio Piccolomini, veldmaarschalk van het Keizerlijk leger tijdens de Dertigjarige Oorlog, bezorgde op 21 december 1652 zijn verslag aan keizer Ferdinand III. Hij vermeldde hierin dat rijksgraaf Ferdinand van Reckheim (het huidige Rekem) het keizerrijk grote verdiensten had verleend door zijn stad van verdedigingswerken te voorzien tegen eventuele aanvallen van de hertog van Brabant. Alhoewel de stad goed verdedigd was door de wallen raadde Piccolomini aan om Reckheim te verbinden met de Maas via het Maas-Ziepkanaal. 
De keizer stemde in met het plan en gaf Ferdinand toelating om het kanaal te laten graven. Het was zijn zoon, Maximiliaan Frans Gobert, die in 1670 de graafwerken opstartte. Reeds op 30 oktober was het graafwerk grotendeels klaar. Men had een opening gemaakt in de Maasmuur te Uikhoven op de dijk om het kanaal van Maaswater te voorzien. Het kanaal was bevaarbaar, breed en diep, en volgde voor een gedeelte het traject van de huidige Pastoor Goossenslaan en liep langs het kasteel van Reckheim tot aan de Ucoverpoort (ook Maaspoort genoemd) en de Ziepbeek daar. Anno 2019 kan men op de Pastoor Goossenslaan te Uikhoven, bij de dubbele bomenrij tegenover huisnummer 19 een haast dichtgeslibde ondiepte zien, het restant van het vroegere kanaal.